# هنر سلجوقیان

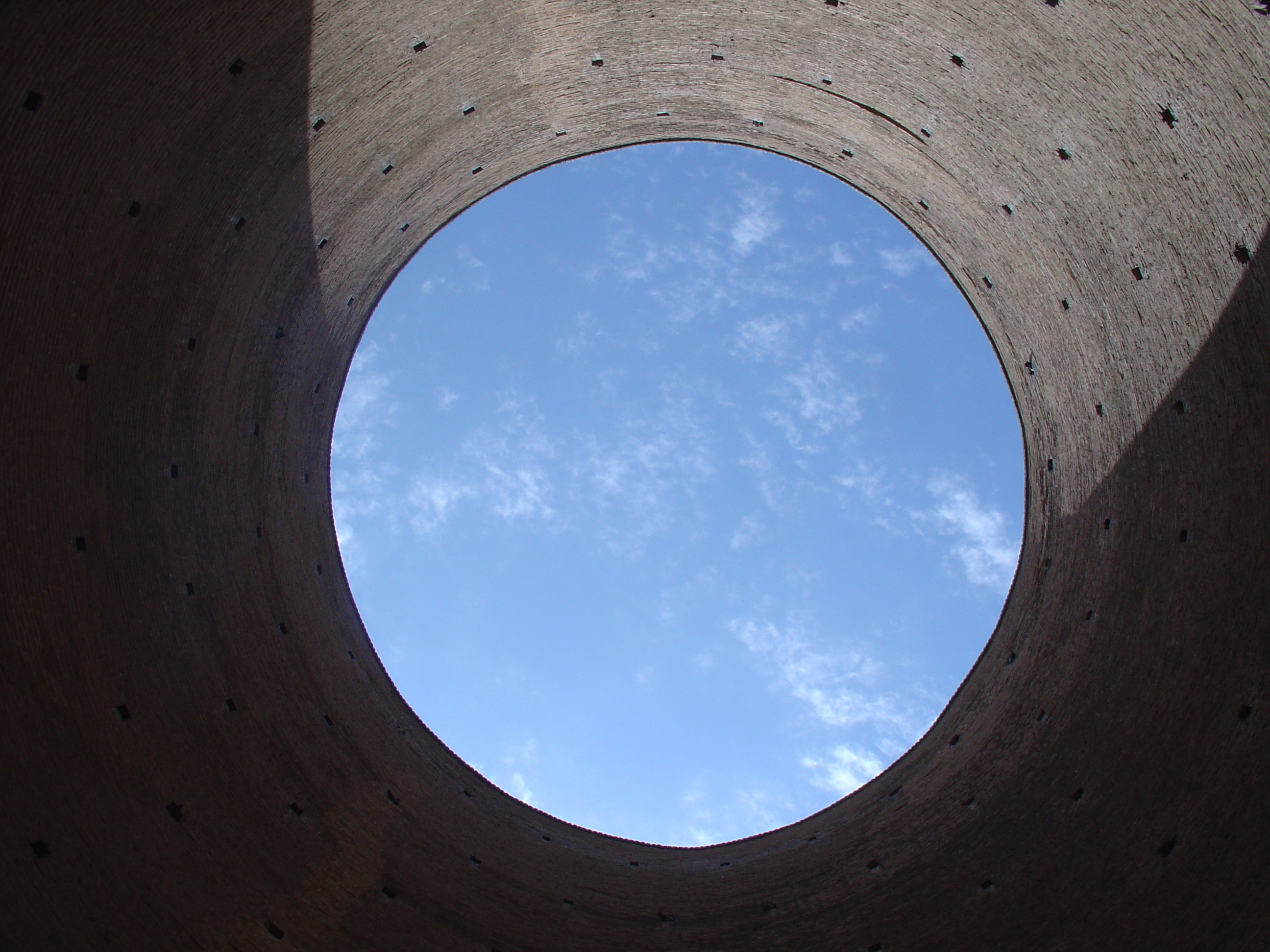
نمای بالایی از اندرونی برج طغرل که به صورت دایره شکل است و معرف معماری دوران سلجوقیان است. نمای بیرونی:

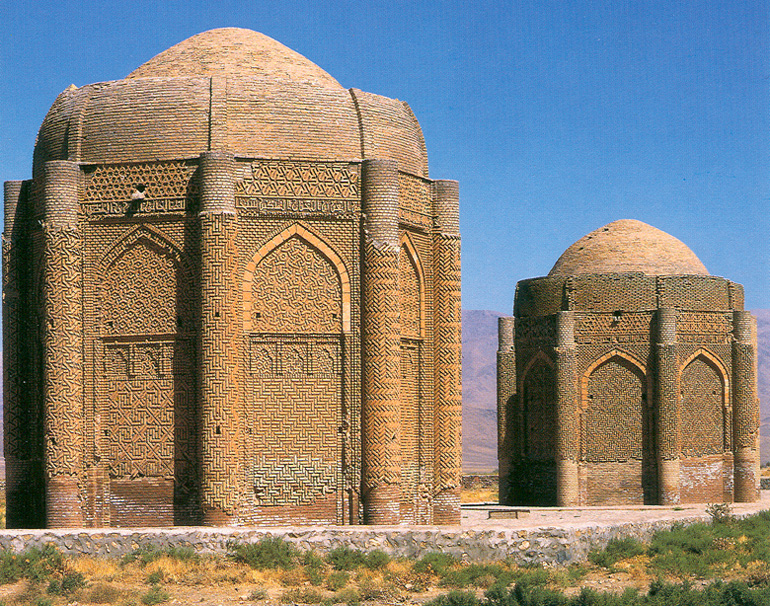
برج‌های خرقان ساخته شده در ۱۵۰۳ م. در قزوین

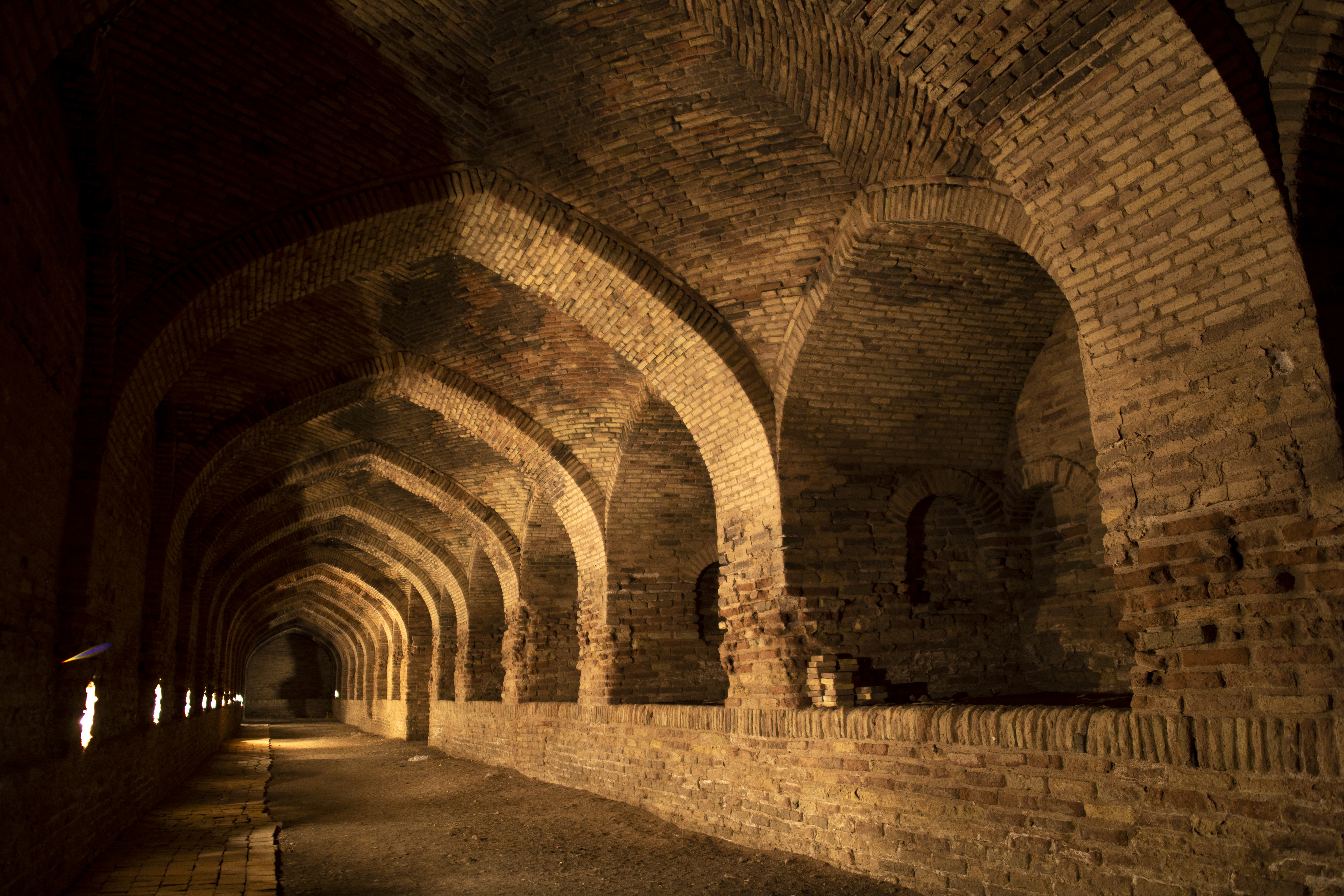
فضای شترخان یا تالار اصطبل واقع در کاروانسرای دیر گچین که معماری آن مربوط به دوره سلجوقیه است

ابریق، هنر فلزکاری دوره سلجوقی، از هرات، ۱۱۸۰ - ۱۲۱۰ م. ساخته شده از برنج با حکاکی برجسته و منبت کاری شده با نقره. محل نگهداری موزه بریتانیا، لندن.

هنر دوره سلجوقی و خوارزمشاهیان بخشی از هنر اسلامی است که شامل سال‌هایی می‌شود که این سلسله‌ها در آسیای مرکزی، ایران و آناتولی صاحب قدرت بودند و نیز شامل ادواری است از نابسامانی و انحطاط تاریخ سلجوقیان در ایران که در مجموع دو سده به طول انجامید. 
نوآوری‌های معماران ایرانی در این دوره از هند تا آسیای صغیر نتایج و پی‌آمدهای وسیعی در بر داشت؛ و هنرمندان در گسترهٔ وسیعی از هنرها، شامل نساجی و سفالگری، عاج‌کاری، فلزکاری با ویژگی‌های منطقه‌ای آثار ماندگاری را خلق کردند.
در عصر سلجوقیان هنر معماری به شکوفایی و کمال نسبی رسید و هنرمندان و معماران آثار فراوانی به وجود آوردند. در این دوره از تلفیق حیاط چهار ایوانی و تالار مربع گنبددار (چهارطاقی)، مسجد بزرگ ایرانی به وجود آمد. به‌گونه‌ای که حیاط مرکزی و چهار ایوان اطراف آن اساس معماری مذهبی در ایران گردید. نماسازی دیوار بناها با آجر بود و از امکانات هنری آن استفاده می‌شد و نقوش متنوعی از آجر به‌وجود می‌آورند. هنر آجرتراشی و تزئین بناها با آجرهای تراشیده شده از قرن پنجم هجری در ایران معمول و تا اواخر قرن ششم ادامه یافت و کامل‌تر گردید. در اواخر عهد سلجوقی تزئینات گچبری و رنگ اهمیت زیادی یافت. کاشی لعابدار فیروزه‌ای در تزئین معماری بکار گرفته شد.
سلجوقیان در بکارگیری گنبد دوپوسته سعی زیادی داشتند و نوع جدیدی از پایه را برای آن در نظر گرفتند. علت به وجود آمدن گنبد دو پوسته، فضای داخلی و قالب خارجی بود. گنبد داخلی نیمکره‌ای بود ولی گنبد بیرونی به شکل بیضی نسبتاً نوک تیزی اجرا می‌شد. نمونهٔ چشمگیر در این مورد گنبد مسجد جامع اصفهان است. 
بنای مدرسه از جمله بناهای مذهبی این دوران بود. مدرسه در سرتاسر امپراتوری سلجوقی گسترش پیدا کرد و دارای ویژگی‌هایی گشت از جمله صحن چهار ایوانی که ریشه ایرانی داشت. از معروف‌ترین مدارس، مدرسه نظامیه بغداد بود و نیز در اصفهان، نیشابور، بلخ، بصره و. ... از دیگر بناهای مذهبی بناهای آرامگاهی بودند که در این دوران ساخته شدند. 
معماری غیرمذهبی نیز همدوش معماری مذهبی بکار می‌رفت. معماری غیرمذهبی رایج در دورهٔ سلجوقیان کاروانسرا است که دارای صحن بزرگ و چهار ایوان است. 
دورهٔ سلجوقی دورهٔ توازن و تعادل معماری ایرانی بود که از تجارب پیشین بهره می‌گرفت و الگوهای تازه‌ای برای آینده ایجاد می‌کرد. 
از مساجد ایران در این دوران می‌توان به مسجد جامع اصفهان، مسجد جامع اردستان، مسجد جامع گلپایگان، مسجد جامع قزوین و از مدارس، مدرسهٔ خارجرد را نام برد. از بناهای غیرمذهبی که بیشتر کاروانسرا هستند می‌توان رباط شرف، رباط انوشیروان، رباط ملک (سمرقند بخارا) و از برج‌ها و مقابر این دوره که به شکل تپه ساخته شده‌اند، و دو طبقه بوده‌آند، مقابر دایره شکل سه گنبد در ارومیه و برج مدور مراغه و از مقابر نقشه ترک‌دار، مقبره پیر، گنبد سرخ و گنبد علویان و از مقابر چند ضلعی، گنبد علی در ابرقو، گنبد کبود در مراغه و از برج‌ها، برج دماوند، برج غربی و شرقی خرقان و برج مهماندوست را نام برد. 
انواع متنوعی از سفالینه‌ها کمی پس از روی کار آمدن سلجوقیان در ایران ظاهر شد. مراکز عمدهٔ آن در ایران شهر ری و کاشان بود که با هم کمی تفاوت داشتند. در دورهٔ سلجوقی، هنر و فن فلزکاری نیز به شکوفایی و توسعه ویژه‌ای دست یافت و شاهکارهایی از این هنر صناعی در موزه‌های مختلف دنیا وجود دارد. در خوشنویسی خطی که قرآن به آن نوشته می‌شد هنوز خط کوفی بود اما رشد خط کوفی ایرانی در عهد سلجوقی به شیوایی خاصی رسید و شیوه ایرانی خط کوفی را پدید آورد. در همین عصر هم شاهد تذهیب در لابه لای حروف خطوط و سطرها نیز هستیم. شکل‌هایی که در تذهیب استفاده می‌شود بیشتر شامل نقش‌های گیاهی و بخصوص نقوش معروف به اسلیمی است.